# Marcelle Werbrouck
Marcelle Werbrouck (23 de mayo de 1889 – 1 de agosto de 1959) fue la primera egiptóloga belga.

## Carrera
Hija del general belga Werbrouck, Marcelle Werbrouck nació en Amberes el 23 de mayo de 1889. Hizo cursos en la Sorbona, en la Universidad de Francia, en la Ecole du Louvre, con profesores como Georges Aaron Bénédite y Gaston Maspero, y en el Ecole des Hautes Etudes. Durante sus estudios se interesó por las antiguas civilizaciones. Se especializó en el Antiguo Egipto después de conocer al egiptólogo belga Jean Capart. Después de graduarse en la École du Louvre, obtuvo su doctorado en el Institut Real d'Histoire de l'Art et d'Archéologie de Bruxelles donde enseñó varios años. Marcelle Werbrouck fue condecorada con la Médaille de Reconnaissance de la Cruz Roja francesa tras la Primera Guerra Mundial.
Werbrouck trabajó estrechamente con Capart y contribuyó directamente al desarrollo de la Egiptología en Bélgica. Participó en las obras de Capart de Tebas, Memphis, y la tumba de Tutankamón. 
Sus objetos de investigación estaban relacionados a menudo con el estudio de las diosas y mujeres prominentes del Antiguo Egipto. Se convirtió en la primera presidenta del segundo club belga de Soroptimist Internaciotal, un servicio de voluntariado a nivel mundial para empresas y mujeres profesionales en diciembre de 1938.

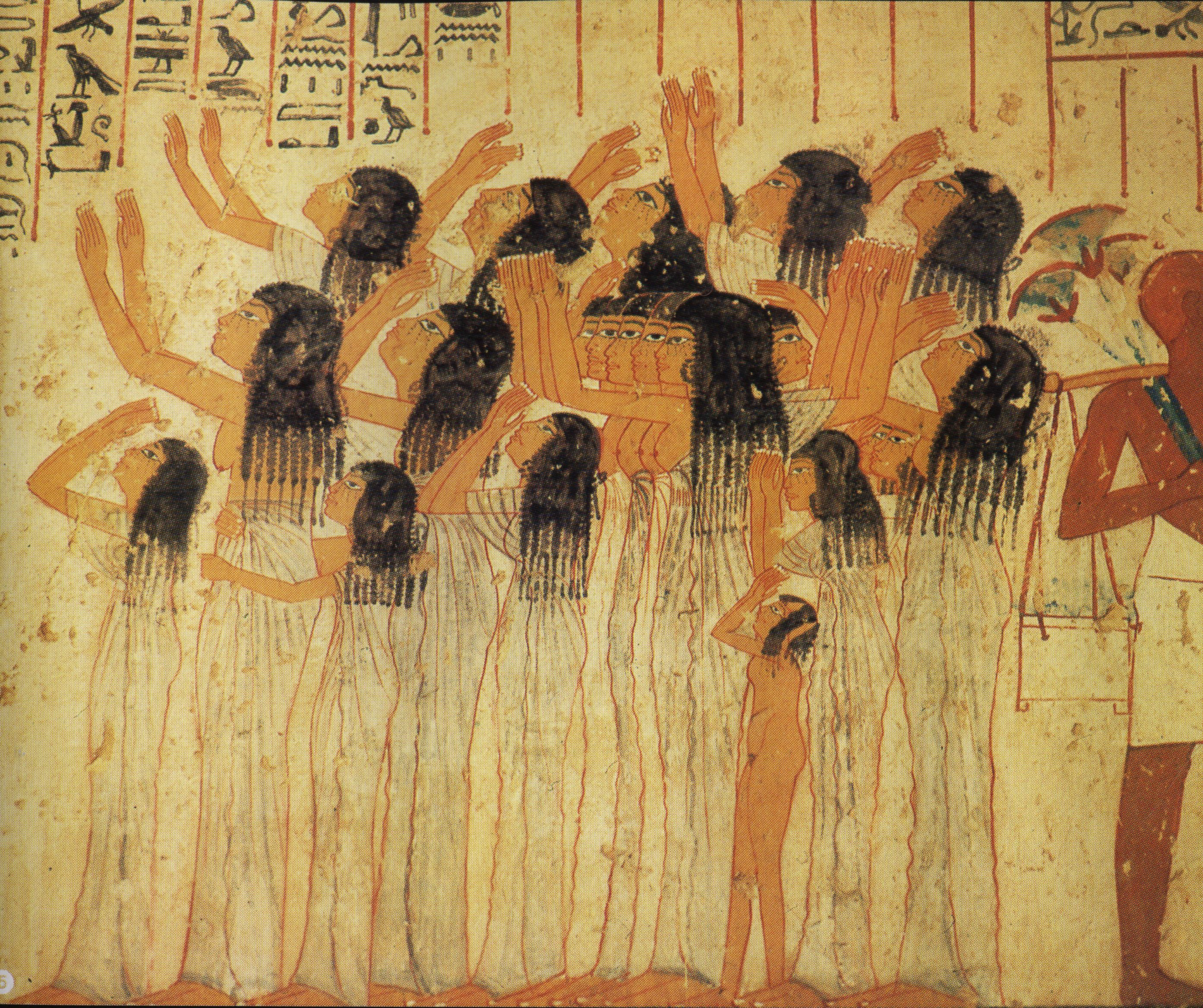
Plañideras profesionales en un elocuente gesto de luto.

Su primer trabajo importante estuvo dedicado a las cometas, plañideras profesionales (siempre mujeres) que lamentaban volublemente durante la ceremonia funeraria. Más tarde se interesó por la arquitectura faraónica durante su estudio del templo de la Reina Hatshepsut en Deir el-Bahari.
Werbouck participó en muchas misiones en el sitio arqueológico de El Kab en 1936-1937 y 1937-1938, durante las cuales contribuyó en gran parte al estudio de las divinidades egipcias y más particularmente de la diosa Nejbet.
A la muerte de Capart en 1947, le sucedió como jefa de la sección de Antigüedades Egipcias de los Museos Reales de Arte e Historia de 1925 a 1954, y fue la jefa de la Fundación Egiptológica Reina Isabel, la cual ayudó a crear. Fue nombrada secretaria en su creación y se convirtió en subdirectora en 1933 antes de reemplazar a Capart en 1947.
Tras la Segunda Guerra Mundial,  tuvo que reducir gradualmente sus clases debido a una creciente fatiga. Falleció inesperadamente en Issoire, Auvernia, Francia, el 1 de agosto de 1959.

## Publicaciones
- "Le costume féminin au temps des Pharaons", in La Femme Belge, 1923, 1 (édition A), p. 21-36.
- "À la tombe de Tout-Ankh-Amon", in Vaillante Jeunesse, 1924, 336, p. 112-114.
- "Promenade à Thèbes et visite à Toutankhamon", in Bulletins des Facultés Catholiques de l'Ouest, 1924, 32 (1), p. 55-57.
- "Rapports de Marcelle Werbrouck, chargée de Mission de la Fondation Rein Élisabeth en Égypte 1923-1924", in Chronique d'Égypte, 1925, 1, p. 26-47.
- CAPART, Jean, Thèbes, la gloire d'un grand passé, Bruxelles : Vromant & Co, 1925.
- "La Maison égyptienne", in La Femme belge, 1926, 10, p. 739-745.
- "L'Égypte moderne", in Vaillant Jeunesse, 1926, 361, p. 172-176.
- "Le Mobilier", in La Femme belge, 1926, 2-3, p. 75-84.
- en collaboration avec CAPART, Jean, Thebes, the Glory of a Great Past, New York : Lincoln Mac Veagh, The Dial Press, 1926.
- Thèbes, la gloire d'un grand passé expliquée aux enfants, Bruxelles : Vromant & Co, 1926.
- Thebes, the Glory of a Great Past. Little Book for Everybody, Londres : G. Allen & Unwin Ltd, 1926.
- Impression de voyage. Les élèves", in Chronique d'Égypte, 1927, 4, p. 132-136.
- "Les pleureuses du tombeau de Mera", in Chronique d'Égypte, 1927, 5, p. 48-51.
- Thebe, De Roem van een groot Verleden aan de kinderen uitgelegd, Bruxelles : Vromant & Co, 1927.
- "Trésors antiques", in Vaillante Jeunesse, 1928, 380, p. 73-76.
- "Clair de lune, ciel étoilé", in Chronique d'Égypte, 1929, 8, p. 206-208.
- "La tombe de Nakht", in Bulletin des Musées royaux d'art et d'histoire", 1929, 3, p. 58-61.
- "Trois types de l'Égypte d'autrefois", in Bulletin des Musées royaux d'art et d'histoire, 1929, 5, p. 90-94.
- "Un buste royal égyptien aux Musées du Cinquantenaire", in La Revue d'Art, 1929, 2, p. 73-75.
- "La tombe de Nakht", in collaboration with van de WALLE, Baudouin, Bruxelles : Édition de la Fondation égyptologique Reine Élisabeth, 1929.
- Léopold II et l'Égyptologie", in La Gaule, 1930, 3, p. 76-79.
- "Un peu d'égyptologie", in L'Indépendance, 1930, p. 30-33.
- "Un vase en verre d'El Amarna", in Bulletin des Musées Royaux d'Art et d'Histoire, 1930, 2, p. 38-40.
- Memphis à l'ombre des pyramides, in collaboration with Jean Capart, Bruxelles : Vromant & Co, 1930.
- "Horus "à la huppe", in Bulletin des Musées Royaux d'Art et d'Histoire, 1931, 5, p. 150-151.
- "Le Syrien vaincu", in Bulletin des Musées Royaux d'Art et d'Histoire, 1931, 6, p. 154-156.
- "Un fragment de sculpture d'un type rare", in Actes du XVIIIe Congrès international des orientalistes, Leyde, 1931, p. 80.
- "La tombe de Nakht", in La Sève, 1932, 1, p. 25-28.
- "Ostraca à figures", in Bulletin des Musées Royaux d'Art et d'Histoire, 1932, 5, p. 106-109.
- "Rapport de Mlle Marcelle Werbrouck, chargée de mission de la Fondation Reine Elisabeth", in Chronique d'Égypte, 13-14, 1932, p. 14-20.
- "À propos du dieu Bes", in Egyptian Religion, 1933, I (1), p. 28-32.
- "Remaniements et dépôts récents dans la 1re section (Antiquité)", in Bulletin des Musées Royaux d'Art et d'Histoire, 1933, 6, p. 140-141.
- "Un vase en forme de dieu Bès", in Bulletin des Musées Royaux d'Art et d'Histoire, 1933, 2, p. 38-39.
- "Aux fouilles de l'Egypt Exploration Society" à Tell el Armanah", in Chronique d'Égypte, 1934, 18, p. 228-230.
- "Deux fragments de la tombe de Ramose", in Bulletin des Musées Royaux d'Art et d'Histoire, 1934, 2, p. 44-46.
- "L'oiseau dans les tombes thébaines", in Mémoires publiés par les membres de l'Institut français d'archéologie orientale du Caire, 1934, LXVI, p. 21-25.
- "Ostraca à figures", in Bulletin des Musées Royaux d'Art et d'Histoire, 1934, 6, p. 138-140.
- "Une merveille", in L'Art et la Vie, 1934, 6, p. 330-341.
- "La collection Léopold II", in Bulletin des Musées Royaux d'Art et d'Histoire, 1935, 3, p. 63-67.
- "Sprzety staro zytnego Egiptu", in Arkady, 1936, II (11), p. 618-623.
- "La décoration murale du temple des Mentouhotep", in Bulletin des Musées Royaux d'Art et d'Histoire, 1937, 2, p. 36-44.
- "Les récentes découvertes de l'Égyptologie", in Chronique d'Égypte, 1937, 24, p. 128.
- "Des signes "ankh", "dad", et "ouas" réunis, superposés ou combinés", in Actes du XXe Congrès des Orientalistes, Bruxelles, 1938, p. 79-82.
- "Deux bas-reliefs d'Ancien Empire", in Bulletin des Musées Royaux d'Art et d'Histoire, 1938, 6, p. 137-141.
- Les pleureuses de l'Égypte ancienne, Bruxelles : Fondation Égyptologique Reine Élisabeth, 1938.
- "Nécrologie. Mrs Griffith", in Chronique d'Égypte, 1938, 25, p. 133.
- "Ostraca à figures", in Bulletin des Musées Royaux d'Art et d'Histoire, 1939, 2, p. 41-45.
- "Les multiples formes du dieu Bès", in Bulletin des Musées Royaux d'Art et d'Histoire, 1939, 4, p. 77-82.
- "Iconographie de Nekhabit", in Fouilles de El-Kab. Documents, Bruxelles : Fondation Égyptologique Reine Élisabeth, 1940, p. 46-60.
- "Princesse égyptienne", in Chronique d'Égypte, 1940, 30, p. 197-204.
- "À propos du disque ailé", in Chronique d'Égypte, 1941, 32, p. 165-171.
- "Archéologie de Nubie", in Bulletin des Musées Royaux d'Art et d'Histoire, 1941, 1, p. 15-21.
- "Un collier royal de la XVIIIe dynastie pharaonique", in Bulletin des Musées Royaux d'Art et d'Histoire, 1941, 6, p. 133-136.
- "Archéologie de Nubie. Napata", in Bulletin des Musées Royaux d'Art et d'Histoire, 1942, 2, p. 26-36.
- "Essai de reconstitution de la stèle Oup", in Bulletin des Musées Royaux d'Art et d'Histoire, 1943, 1-2, p. 27-34.
- "Archéologie de Nubie", in Bulletin des Musées Royaux d'Art et d'Histoire, 1945, 1-6, p. 2-9.
- "La Ménagère des Pharaons", in La Femme, la Vie, le Monde, 1946, I (5), p. 8-10.
- "Jean Capart (1877-1947)", in Archives, Bibliothèques et Musées de Belgique, 1947, XVIII (2), p. 147-150.
- "Jean Capart et la Fondation Égyptologique Reine Élisabeth", in Chronique d'Égypte, 1947, 44, p. 192-196.
- "Une stèle égyptienne du temps d'Akhenaton", in Bulletin des Musées Royaux d'Art et d'Histoire, 1947, 4-6, p. 80-82.
- Catalogue de la collection égyptologique Walters", Revue belge de Philologie et d'Histoire, 1948, XXVI, 4, p. 1291-1295.
- "Le souvenir et la relève des Maîtres : Jean Capart", in Sept Arts, 1948, 2.
- "Fondation Égyptologique Reine Élisabeth. Rapport de la directrice", in Chronique d'Égypte, 1948, 45-46, p. 7-12.
- "Une tête royale égyptienne : Hatshepsout", in Actes du XXIe Congrès international des orientalistes, Paris, 1948, p. 81.
- "Animaux sacrifiés", in Bulletin des Musées Royaux d'Art et d'Histoire, 1949, 1-6, p. 58-59.
- "À propos de "Lusus naturae", in Chronique d'Égypte, 1949, 47, p. 95.
- Le temple d'Hatshepsout à Deir el Bahari, Bruxelles : Fondation Égyptologique Reine Élisabeth, 1949.
- "Fondation Égyptologique Reine Élisabeth. Rapport de la directrice", in Chronique d'Égypte, 1949, 47, p. 5-9.
- "Stèle au quatre Montou", in Chronique d'Égypte, 1949, 48, p. 285-287.
- "Une statuette d'Égyptien", in Bulletin des Musées Royaux d'Art et d'Histoire, 1949, 1-6, p. 55-57.
- "Le temple de Qasr es-Sagha", in Chronique d'Égypte, 1950, 50, p. 199-208.
- "Fondation Égyptologique Reine Élisabeth. Rapport de la directrice", in Chronique d'Égypte, 1950, 49, p. 6-14.
- "Fondation Égyptologique Reine Élisabeth. Rapport de la directrice", in Chronique d'Égypte, 1951, 51, p. 7-14.
- "Statuette d'un génie de Pé", in Bulletin des Musées Royaux d'Art et d'Histoire, 1951, 1-6, p. 23-24.
- "La déesse Nekhbet et la reine d'Égypte", Archiv Orientální, 1952, XX, p. 197-203.
- "Le Cirque de Deir el Bahari", in Reflets du Monde, 1952, 1, p. 1-16.
- "L'esprit de Pé", in Chronique d'Égypte, 1952, p. 43-50.
- "Nécrologie. Marie Weynants-Ronday", in Chronique d'Égypte, 1952, 53, p. 145-147.
- "Fondation Égyptologique Reine Élisabeth. Rapport de la directrice", in Chronique d'Égypte, 1950, 49, p. 6-14.
- "Salle de Nubie", in Bulletin des Musées Royaux d'Art et d'Histoire, 1952, p. 5-11.
- "Ostraca à figures", in Bulletin des Musées Royaux d'Art et d'Histoire, 1953, 25e année, p. 93-111.
- "Fondation Égyptologique Reine Élisabeth. Rapport de la directrice", in Chronique d'Égypte, 1953, XXVIII 55, p. 5-9.
- "Quelques monuments d'Aménophis Ier à El-Kab", in Fouilles de El-Kab. Documents, Bruxelles : Fondation égyptologique Reine Élisabeth, 1954, p. 99-102.
- "Quelques ostraca inédits du Musée de Bruxelles", in Proceedings of the twenty-third International Congress of Orientalists, Cambridge, 1954, p. 67.
- "Fondation Égyptologique Reine Élisabeth. Rapport de la directrice", in Chronique d'Égypte, 1954, XXIX, 57, p. 5-9.
- "Fondation Égyptologique Reine Élisabeth. Rapport de la directrice", in Chronique d'Égypte, 1955, 59, p. 6-10.
- "Témoignage de l'intérêt que la Reine Élisabeth porte aux sciences : la Fondation Égyptologique Reine Élisabeth", in Une Grande Dame de notre temps : la reine Élisabeth, 1955, p. 13.
- "The symbolism of egyptian Ceiling Paintings, in Egypt Travel Magazine, 1955, 10, p. 44-45.
- "Fondation Égyptologique Reine Élisabeth. Rapport de la directrice", in Chronique d'Égypte, 1956, XXXI, 61, p. 8-11.
- "Fondation Égyptologique Reine Élisabeth. Rapport de la directrice", in Chronique d'Égypte, 1957, XXXII, 63, p. 9-12.
- "Cônes funéraires de Kaemimen", in Chronique d'Égypte, 1958, XXXIII, 66, p. 223-226.
- "Fondation Égyptologique Reine Élisabeth. Rapport de la directrice", in Chronique d'Égypte, 1958, XXXIII, 65, p. 8-14.
- "Un Syrien contemporain de Toutkhamon", in Bulletin des Musées Royaux d'Art et d'Histoire, 1958, 30ème année, p. 102-104.
- "Fondation Égyptologique Reine Élisabeth. Rapport de la directrice", in Chronique d'Égypte, 1959, XXXIV, 67, p. 7-13.
- "Un groupe de deuillants à la XVIIIe dynastie", in Chronique d'Égypte, 1959, 68, p. 203-207.